# Oscar Arévalo
Oscar Alberto Arévalo (San Martín, Buenos Aires, Argentina; 26 de enero de 1968) es un exfutbolista argentino que  jugaba como defensa; fue campeón con San Lorenzo de Almagro de la Primera División de Argentina en 1995.

## Trayectoria
Llegó a San Lorenzo de Almagro en 1993 procedente del Deportivo Italiano en donde se encontraba desde su debut en 1987. Su primer partido en el club de Boedo fue el 29 de octubre de 1993 frente a Argentinos Juniors. Según el Indio, se dedicó a hacer “el juego sucio” porque no le molestaba y jugaba por la camiseta. Dice que con este estilo quedó en la historia de San Lorenzo y que la gente siempre lo recordará con cariño.
En el campeonato Clausura 1994, se desempeñó en varios partidos como marcador lateral por derecha.
Fue campeón del fútbol Argentino del Torneo Clausura 1995. En aquel campeonato era el primer marcador central, y compañero de zaga de Oscar Ruggeri. Esa dupla central fue también la que jugó el 25 de junio de 1995, en donde San Lorenzo se consagraría en la cancha de Rosario Central, venciendo al local por 0-1. Durante los tres años que estuvo allí jugó 87 partidos, 12 de ellos internacionales.
Luego se sumó a Platense. Una de sus actuaciones más recordadas con la camiseta del Calamar fue un partido ante River Plate, en El Monumental, en el que le había pegado tanto a Juan Pablo Sorín que recibió la tarjeta roja. 
En 1997 pasó a Gimnasia y Tiro de Salta en donde consiguió el ascenso a la primera división.
Luego jugó en ligas del interior y en el Argentino A; estuvo en Río Cuarto (jugó en Estudiantes de esa ciudad), también varios años en Pergamino (vistió las camisetas de Douglas Haig, Juventud y Deportivo Acevedo), en Corrientes (en Puente Seco de Paso de los Libres) y algunos lugares más. Además, fue a Bolivia un tiempo, allá jugó en el Blooming.

## Clubes
| Club                           | País      | Año         |
| ------------------------------ | --------- | ----------- |
| Deportivo Italiano             | Argentina | 1987- 1993  |
| San Lorenzo de Almagro         | Argentina | 1993 - 1996 |
| Platense                       | Argentina | 1996        |
| Gimnasia y Tiro                | Argentina | 1997        |
| Almirante Brown de Arrecifes   | Argentina | 1997 - 1998 |
| Almirante Brown                | Argentina | 1998        |
| Estudiantes de Río Cuarto      | Argentina | 1998 - 1999 |
| Blooming                       | Bolivia   | 1999 - 2000 |
| Douglas Haig                   | Argentina | 2000 - 2002 |
| Puente Seco                    | Argentina | 2002 - 2003 |
| Juventud                       | Argentina | 2004        |
| Almirante Brown de Arrecifes   | Argentina | 2004        |
| Deportivo Acevedo de Pergamino | Argentina | 2004        |
| Jorge Newbery                  | Argentina | 2006        |